# Страшний суд

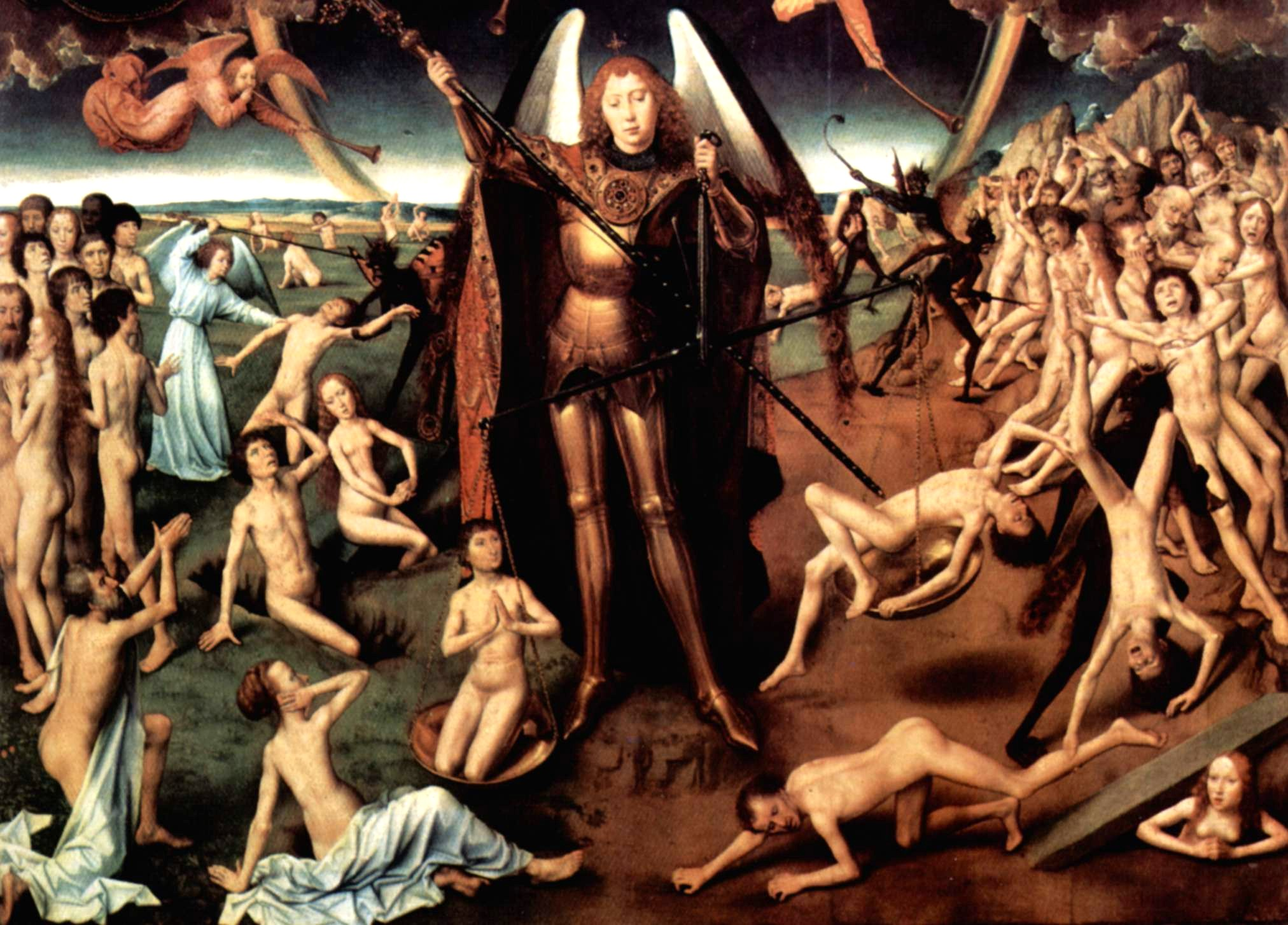
Ганс Мемлінг. Страшний суд (фрагмент), вівтар Якопо Тані. 1473 р., Поморський музей, Гданськ, Польща

Про постапокаліптичний фільм 2008 року дивіться тут Судний день 
Див. також поему І.Франка Страшний суд 
Страшни́й суд, Су́дний день, Останній суд — в есхатологічних релігіях та віруваннях — останній суд, що буде звершений над людьми з метою виявлення праведників та грішників і визначення нагороди першим та покарання другим.
Витоки зображення Страшного суду сягають IV ст., до фрескового малярства катакомб. Спочатку Суд Божий був представлений в сюжетах відділення овець від козлів і притчі про десять дів. У V—VI ст.ст. з'являються окремі частини картини само́го Страшного суду, а до VIII ст. у Візантії з'являється закінчена композиція. Пізніше Страшний суд утвердився в системі стінних розписів як візантійських, так і руських храмів, набув поширення також і на Заході.

## Уявлення про Страшний суд у християнстві
В християнстві догмат про воскресіння, Судний день і Воздаяння є одним з основних. У числі інших він входить в Нікео-Царгородський Символ віри, як входив колись у Символи віри перших християнських церков.
Євангельська традиція наголошує: «Отець не судить нікого, але весь суд віддав Сину… і дав Йому владу чинити суд, тому що Він є Син людський» (Ів.. 5:22 и 5:27), тому Він і звершить над всіма народами суд, коли прийде у славі Своїй і всі святі ангели з Ним (Матв. 25:31,32).
У Новому Заповіті картина Судного дня і Страшного суду змальовується таким чином.

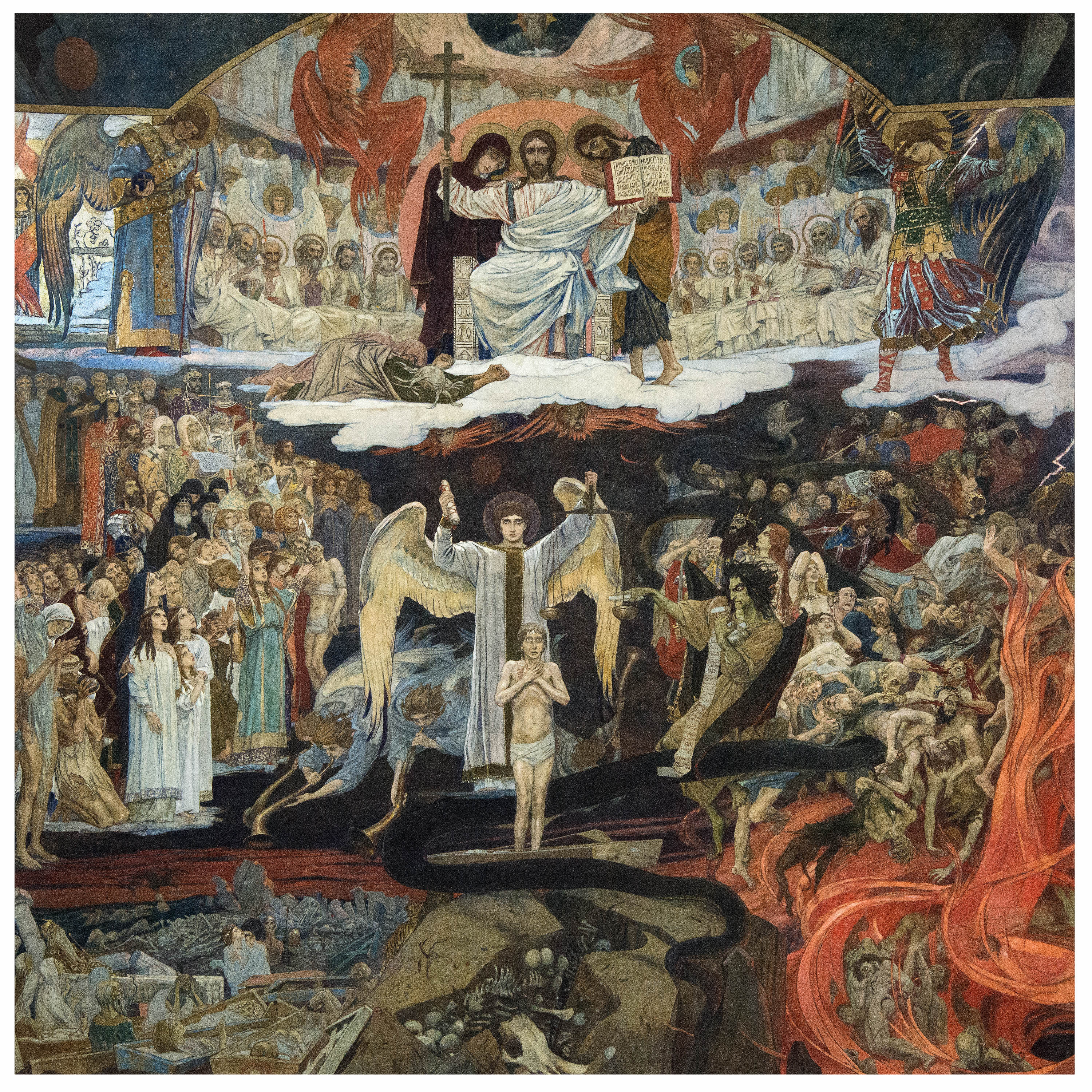
Страшний суд, 1904 Віктор Васнєцов

Ангели при кончині віку зберуть вибраних від чотирьох вітрів від краю небес до краю їх (Матв., 24:31), а також зберуть з царства Його всі спокуси і тих хто чинить беззаконня (Матв., 13:41) і відділять злих з-поміж праведних (Матв., 13:49).
За апостольським вченням, «всім нам слідує предстати перед судилище Христове» (2 Кор., 5:10), «всі ми предстанемо на суд Христовий» (Римл., 14:10). Бог через Ісуса Христа буде судити юдеїв і язичників (Римл., 2:9), живих і мертвих (Дії 10:42; 2 Тим., 4:1), тобто тих хто має воскреснути з мертвих і тих, хто залишаться до воскресіння живими, але, подібно до воскреслих, зміняться (1 Кор., 15:51,52), а також, крім людей, і злих ангелів (Юд. 6; 2 Петр., 2:4).
Судимі будуть не тільки діла людей, як добрі, так і злі (Матв., 25:35, 36, 42 и 43; 2 Кор.,5:10), але і всяке їх марне слово (Матв., 12:36).
Праведним суддя скаже: «прийдіть благословенні Отця Мого, наслідуйте приготоване вам царство від закладин світу» (Матв., 25:34); натомість грішні ж почують вирок: «йдіть від Мене прокляті у вогонь вічний, приготований дияволу і ангелам його» (Матв., 25:41).

## Страшний суд в українській культурі
За українськими традиційними віруваннями, як настане Страшний суд, тоді вся земля горітиме, вода кипітиме, а небо скотиться в клубочок і впаде додолу. Всі мертві повстануть із ям своїх, і всі вони будуть тридцятилітками: і старе, і мале, хто б яким помер.
Про Страшний суд складено багато пісень та оповідань. Вогненний потік в іконографії Страшних судів XV—XVI ст. виконує функції Світового дерева, яке з'єднує небесний, земний і підземний світи. Його різновиди — змій, стовп, річка, які мають свою специфічну символіку, пов'язану з очисними властивостями вогню та води.